# جيف هامبسون
جيف هامبسون هو لاعب الجسر ‏ كندي، ولد في 11 أكتوبر 1968.